# Свенцянський прорив
Свенцянський прорив (26 серпня (8 вересня) — 19 вересня (2 жовтня) 1915) — невдала спроба наступальної операції військ 10-ї армії Імперської армії Німеччини проти російської імператорської 10-ї армії генерала Радкевича Є. О. в районі Свенцян на Східному фронті за часів Першої світової війни.

## Історія
Після опанування російської фортеці в Ковно, в ході Віленської операції німецька армія була зупинена, але північніше Вільно між 5-ю та 10-ю російськими арміями утворився розрив.
Командувач 10-ї німецької армії генерал-полковника Г.фон Ейхгорн здійснив спробу глибоким охопленням обійти Вільно з півночі та оточити армію Радкевича Є. О..
8 вересня чотири німецькі кавалерійські дивізії генерала Гарньє за підтримки двох піхотних дивізій, вклинились у стик між 10-ю та 5-ю арміями. Спочатку німецьке ударне угруповання мало успіх, 1(14) вересня вони зайняли Вілейку і підійшли до Сморгони, Молодечно, в ході рейду тилові структури російської армії знищувались, залізничні споруди руйнувались. Німецькі кавалеристи дійшли до Мінська і навіть перерізали шосе Мінськ — Смоленськ.
Однак, у ході битви, що спалахнула, зав'язалися запеклі зустрічні бої, в яких російські війська зуміли утримати свої позиції. 15-16 вересня російські війська завдали контрудар по німецькій кінноті й відкинули її до озера Нароч.
До 19 вересня (2 жовтня) Свенцянський прорив був ліквідований, і фронт стабілізувався на лінії озеро Дрісвяти — озеро Нароч — Сморгонь — Пінськ — Дубно — Тернопіль. Обидві сторони перейшли до позиційної оборони.

## Підсумок
Свенцянскій прорив мав велике значення для німецької армії на Східному фронті. Перш за все російська армія втратила останню рокадну залізничну магістраль, яка перебувала в її руках після залишення Польщі, залізниці, яка йшла від Двінська через Вільно. У кампанії 1916 року цей фактор не дозволить Ставці Верховного Головнокомандувача перекидати резерви з фронтів, розташованих на північ від Полісся, на Південно-Західний фронт, який вів наступ у Луцькому прориві. Німецьке командування спромоглося здійснювати перегрупування набагато раніше російських, що дозволяло австро-німецьким військам організовано відбивати російські удари, маючи менші за чисельністю сили.
З іншого боку, Гінденбург і Людендорф не досягли своєї головної мети в ході стратегічного наступу 1915 року — знищення російських армій у «котлах». Маючи чисельну перевагу, значну різницю в якісній підготовці резервів і, нарешті, зовсім непорівнянну перевагу в боєприпасах, німці не змогли створити жодного «котла». Останній шанс для німців — прорив на Вільно — Свенцяни потужним ударом у стик між російськими фронтами — також не увінчався успіхом. Кайзерівська армія запізнилась із початком Свенцянської операції як мінімум на місяць, бо в липні-серпні 1915 року головні сили армій Північно-Західного фронту вже встигли вийти з оточення в Польщі, а німці до осені втратили ініціативу.